# Cro-Mags
Cro-Mags é uma banda norte-americana de crossover thrash/New York hardcore, formada em 1981.
Estiveram entre os grupos que fundiram o hardcore punk com o thrash metal e estavam associados ao nascimento de uma atitude mais agressiva dentro do movimento hardcore punk norte-americano do final dos anos 80. Foram também uma das primeiras bandas de hardcore punk associadas ao movimento Hare Krishna.

## História
Em 1981, a banda inicia suas atividades. Em 1985, gravaram uma demo-tape com canções que acabariam por ser incluídas no seu álbum de estreia The Age of Quarrel de 1986. O baixista Harley Flanagan e o vocalista John "Joseph" McGowan não mantinham um bom relacionamento o que fez com que o vocalista Joseph saísse da banda, ficando Harley como cantor.
Em 1989, a banda lançou seu segundo álbum Best Wishes. Este disco tinha muitas influências do thrash metal, o que acabou por afastar muitos dos seus antigos fãs.
Em 1992, a banda lançou o álbum Alpha Omega, que marca a volta do vocalista John Joseph, e do guitarrista e letrista Kevin "Parris" Mitchell Mayhew. foi bem recebido pelos seus antigos fãs, seguido de Near Death Experience em 1993. Devido a muitos abandonos e mudanças na sua formação, a banda separou-se definitivamente após o lançamento deste álbum.
Em 1999, retornam às atividades e em 2000 lançam o álbum Revenge, que representou um retorno às suas raízes hardcore punk, lembrando uma mistura de seu álbum de estreia acrescidos de algumas músicas voltadas para o hardcore melódico.
Após a gravação de Revenge a banda se separa novamente, e a hostilidade interna entre os membros da banda (principalmente entre Mayhew e Flanagan) nunca foi resolvida. Atualmente, a banda eventualmente retorna e continuam a tocar ao vivo esporadicamente.
Diversas vezes, a partir dos anos 90, Harley e John Joseph tocaram simultaneamente em duas versões separadas do Cro-Mags com formações completamente diferentes. Esse grupos se apresentavam sobo os nomes "Cro-Mag Jam", "Cro-Mags-NYC", "Age of Quarrel", "Fearless Vampire Killers" ou "Cro-Mags". Às vezes, somente um membro original estava presente, às vezes dois ou três e, às vezes Harley e John Joseph juntos. Os cinco integrantes que tocaram na gravação de The Age of Quarrel são considerados como a "formação clássica" ou os "membros originais", porém a formação da banda teve freqüentes mudanças desde o início.
En 2008, John Joseph volta à tocar em shows, incluindo um na Fun Fun Fun Fest em Austin, Texas usando o nome Cro-Mag Jam. A banda é formada por Mackie Jayson, Craig Setari (do Sick of It All) no baixo, e A.J. Novello (do Leeway) na guitarra. Daniel Frederick Jubert, (do Coke Bust), juntou-se a eles no palco em Des Moines, Iowa para tocar uma cover da música "Boom Boom Bye" do controverso cantor de dancehall Buju Banton.
Em 2019 Harley Flanagan venceu a disputa jurídica para ficar com o nome da banda, enquanto o vocalista John Joseph e o baterista Mackie Jayson poderá se apresentar sob o nome de Cro-Mags "JM".

### Esfaqueamento
Harley Flanagan, que havia deixado a banda em 2002  foi preso em 6 de julho de 2012 por esfaquear o atual baixista, Mike Couls e mais um homens nos camarins de uma apresentação no Webster Hall, em Nova Iorque. Flanagan alegou que estava andando tranquilamente e foi atacado por um grupo de homens e estava se defendendo, o que soa muito estranho já que ele próprio levou a faca usada no crime. John Joseph declarou "ele não foi com aquela faca até lá pra cortar pão".

## Discografia

### Álbuns de estúdio
- The Age of Quarrel Demo (1985, demo-tape, Self Financed)
- The Age of Quarrel (1986, Profile Records) – John Joseph nos vocais.
- Best Wishes (1989, Profile Records) – Harley nos vocais.
- Alpha Omega (1992, Century Media) – John e Harley em vocais misturados.
- Near Death Experience (1993, Century Media) - John Joseph nos vocais.
- Revenge (2000, Cro-Mags Recordings) - Harley nos vocais.
- In the Beginning (2020, Mission Two Entertainment) - Harley nos vocais.

### Álbuns ao vivo
- Hard Times in an Age of Quarrel (1994, CD duplo, Century Media)

### Relançamentos
- Before the Quarrel (2000, Cro-Mags Recordings) – Relançamento da demo-tape The Age of Quarrel remasterizada.

## Videografia

### DVDs
- Live in an Age of Quarrel (2004, Cro-Mags Recordings)

### Videoclipes
- "We Gotta Know" (1986, do álbum The Age of Quarrel)
- "The Paths of Perfection" (1992, do álbum Alpha Omega)

## Formação
| Vocais       | John Joseph     | John Joseph                  | John Joseph                  | Harley Flanagan              | John Joseph          | Harley Flanagan       |
| Guitarristas | Parris Mayhew   | Parris Mayhew e Doug Holland | Parris Mayhew e Doug Holland | Parris Mayhew e Doug Holland | D.Holland e Gabby A. | P. Mayhew e R. George |
| Baixistas    | Harley Flanagan | Harley Flanagan              | Harley Flanagan              | Harley Flanagan              | Harley Flanagan      | Harley Flanagan       |
| Bateristas   | Mackie Jayson   | Mackie Jayson                | Pete Hines                   | Pete Hines                   | Dave Dicenso         | Dave Dicenso          |

- Nota: O Cro-Mags ficou inativo entre os períodos de 1989-1991 e 1994-1999.

## Bandas relacionadas
- Alloy - Pete Hines
- Antidote - Fazendo backing vocais no 7" EP "Thou Shalt Not Kill" (1983)
- Bad Brains - Mackie Jayson e John Joseph (alguns shows ao vivo)
- Bloodclot - John Joseph
- Both Worlds - John Joseph
- F.V.K. (Fearless Vampire Killers) com John Joseph nos vocais
- Front Line - Mackie Jayson
- Handsome - Pete Hines
- Harley's War - Harley
- Hazen Street - Mackie Jayson
- The Icemen - Mackie Jayson
- Kraut - Douglas Holland
- Madball - Mackie Jayson
- M.O.I - John e Harley
- Murphy's Law - Harley e Pete Hines
- Samsara - Harley e Parris
- Shelter - Mackie Jayson
- Stimulators - Harley
- Urban Blight - Mackie Jayson
- White Devil - Harley e Parris